# Decadimento orbitale
In astrodinamica, il decadimento orbitale è un processo che conduce nel tempo alla graduale diminuzione della distanza fra due corpi orbitanti nel loro punto di massima vicinanza (periapside) man mano che vengono descritte le orbite. I corpi orbitanti possono essere un pianeta e un suo satellite, una stella e un qualunque corpo che le orbita intorno o i componenti di un sistema binario. Il decadimento orbitale può essere causato da una moltitudine di effetti meccanici, gravitazionali ed elettromagnetici. Per i corpi in un'orbita terrestre bassa, l'effetto più importante è costituito dall'attrito atmosferico.
Se incontrollato, il decadimento si conclude con la fine dell'orbita nel punto in cui il corpo più piccolo urta la superficie del corpo primario oppure, se quest'ultimo è dotato di atmosfera, con la sua disintegrazione, esplosione o divisione in pezzi nell'atmosfera del primario oppure, nel caso in cui il primario sia una stella, con il suo incenerimento a causa della radiazione stellare (come succede per le comete) e così via.

## Cause

### Attrito atmosferico
L'attrito atmosferico ad altitudini orbitali è dovuto alle frequenti collisioni delle molecole di gas con il satellite. È la causa principale del decadimento dei satelliti che viaggiano a basse orbite terrestri e della conseguente riduzione in altitudine dell'orbita del satellite. Nel caso della Terra, l'attrito atmosferico derivante dal rientro del satellite può essere descritto dalla seguente sequenza:
altitudini più basse → atmosfera più densa → aumento di attrito → aumento di calore → di solito incendio al rientro
Il decadimento orbitale implica quindi una reazione a catena per la quale più l'orbita decade, più il corpo perde quota e più perde quota, più velocemente decade. Il decadimento inoltre è molto influenzato da fattori esterni di difficile previsione come ad esempio l'attività solare. Durante le fasi di massimo solare l'atmosfera terrestre dà luogo ad attriti significativi anche 100 km più in alto rispetto alle fasi di minimo solare.
L'attrito atmosferico esercita un effetto apprezzabile alle altitudini delle stazioni spaziali, degli space shuttle e di altri velivoli con equipaggio in orbita sulla Terra nonché sui satelliti con basse orbite terrestri relativamente alte come nel caso del telescopio spaziale Hubble. Le stazioni spaziali richiedono di solito una correzione periodica dell'altitudine per compensare il decadimento orbitale. Un decadimento orbitale fuori controllo ha portato alla caduta lontano dalla zona di impatto prevista della stazione spaziale Skylab mentre un decadimento orbitale controllato è stato seguito per la stazione spaziale Mir con impatto nelle acque del Sud Pacifico.
Periodiche correzioni orbitali si rendono necessarie anche per il telescopio spaziale Hubble sia pure con tempi più dilatati grazie alla sua maggiore altitudine. Il decadimento orbitale costituisce un fattore limitante in merito all'intervallo di tempo richiesto per le visite di manutenzione, l'ultima delle quali è stata effettuata con successo nel corso della missione STS-125 con il lancio dello space shuttle Atlantis avvenuto l'11 maggio 2009. È comunque da osservare che i telescopi più recenti si trovano su orbite molto più alte se non addirittura su orbite solari cosa che potrebbe non richiedere alcun tipo di correzione orbitale.

### Effetti di marea
Un'orbita può anche decadere a causa del fenomeno della marea quando il corpo orbitante è sufficientemente grande da produrre una significativa forza di marea sul corpo primario e si trova o su un'orbita retrograda o sotto l'orbita sincrona. La risultante interazione di marea riduce la quantità di moto del corpo orbitante trasferendola alla rotazione del corpo primario e abbassa l'altitudine dell'orbita fino all'entrata in gioco dei fenomeni di attrito.
Esempi di corpi soggetti a decadimenti orbitali di marea sono i satelliti di Marte, Phobos e di Nettuno, Triton, e l'esopianeta TrES-3b.

### Onde gravitazionali
Le onde gravitazionali sono un altro meccanismo che provoca il decadimento orbitale. È trascurabile nelle orbite dei pianeti e dei satelliti planetari ma è apprezzabile nei sistemi di stelle degeneri come si è potuto constatare osservando le orbite delle stelle di neutroni.

## Collisioni stellari
Le collisioni stellari consistono nell'avvicinamento di un sistema di stelle binarie quando perdono energia. Diverse cause provocano tale perdita di energia tra cui le forze di marea, il trasferimento di massa e le onde gravitazionali. Man mano che si avvicinano, le stelle descrivono un percorso a spirale. Ciò provoca talvolta la fusione delle due stelle oppure la creazione di un buco nero. In quest'ultimo caso le ultime rivoluzioni delle stelle l'una intorno all'altra durano solo pochi secondi.

## Concentrazione della massa
Anche se non si tratta di una causa diretta del decadimento orbitale, una disomogenea distribuzione delle masse (nota con il termine di mascon) del corpo primario può nel tempo perturbare l'orbita e in casi estremi renderla fortemente instabile. La sua instabilità può dar vita a un'orbita alla quale è applicabile una delle cause dirette del decadimento orbitale.